# Stolberg (Harz)
Stolberg (Harz) is een plaats en voormalige gemeente in de Duitse deelstaat Saksen-Anhalt. Stolberg maakt sinds 2010 deel uit van de nieuwe gemeente Südharz en ligt sinds 2007 in de Landkreis Mansfeld-Südharz.
Stolberg (Harz) telt 1286 inwoners.

## Historie
Zie graafschap Stolberg.

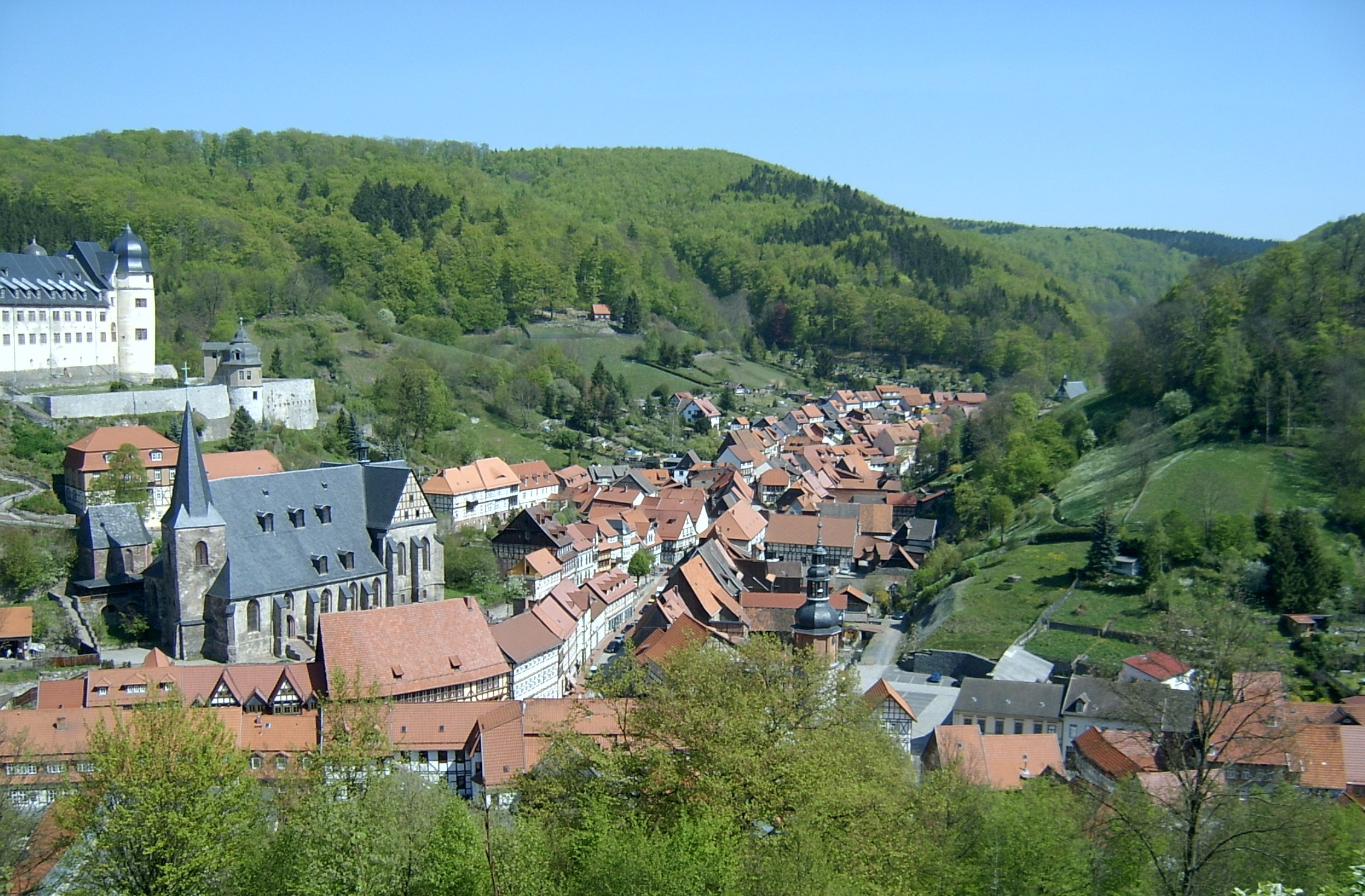
Stolberg
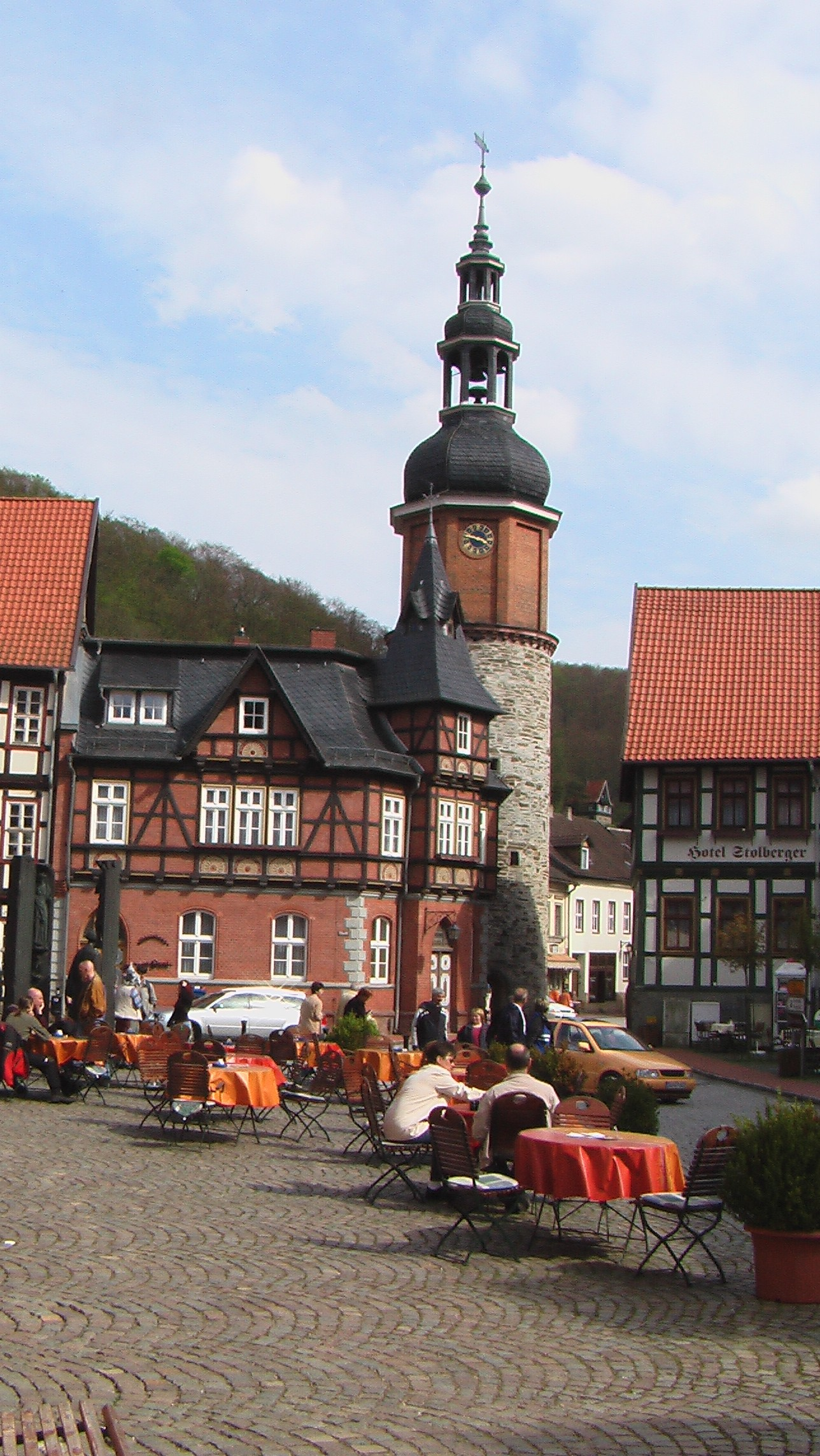
Centrum
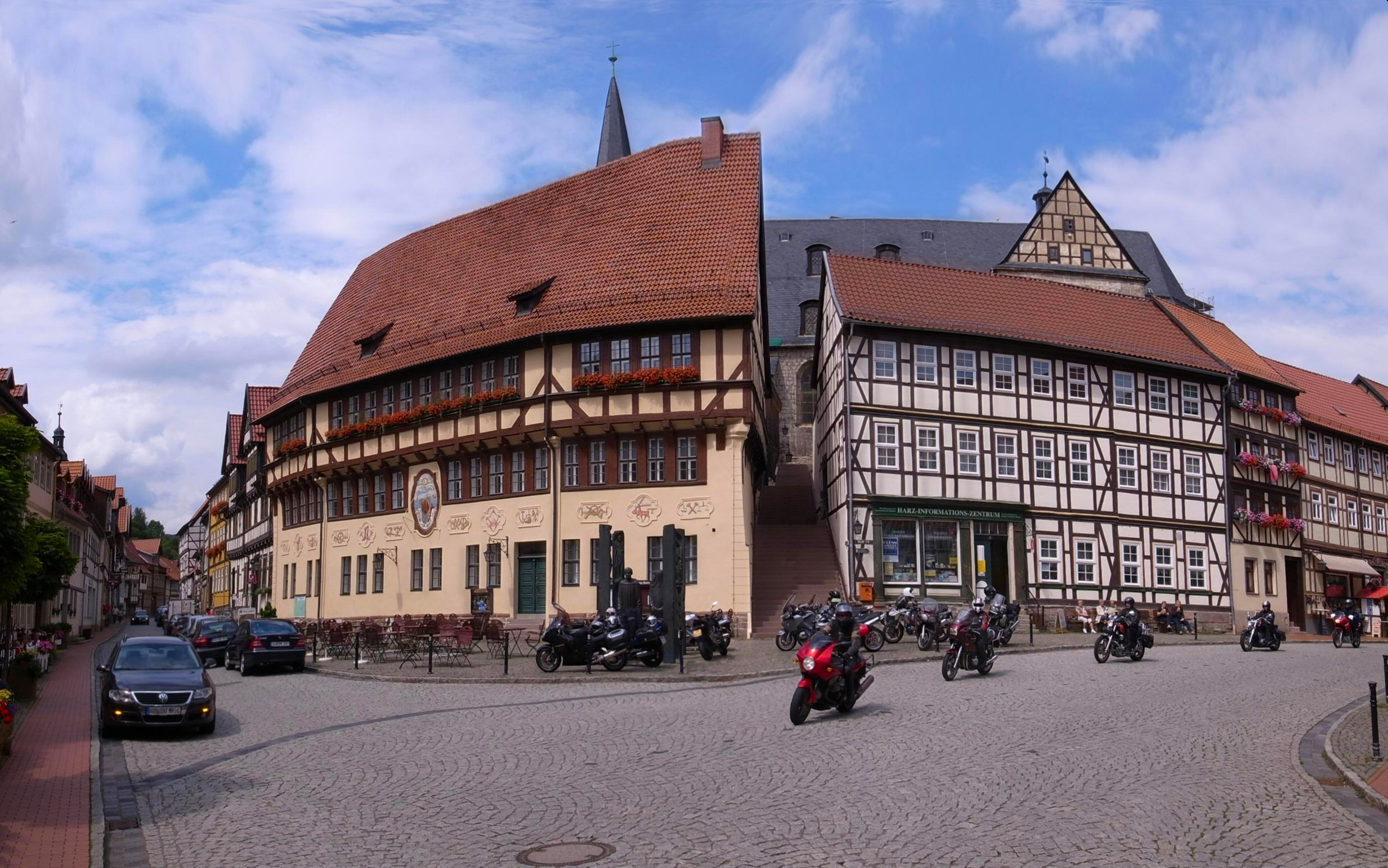
Raadhuis
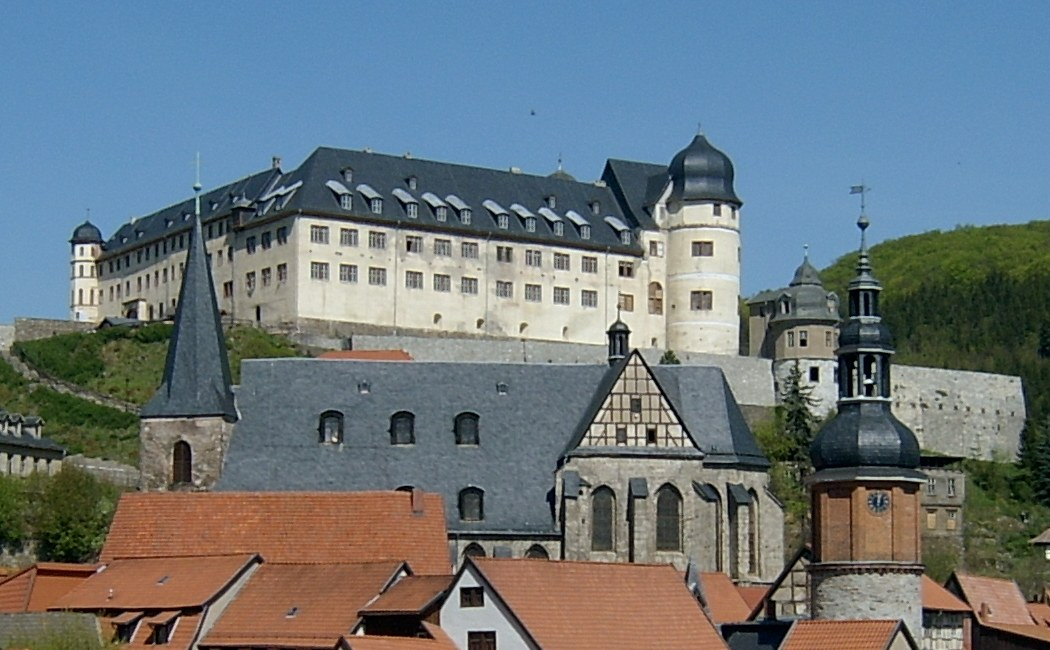
Slot Stolberg

## Geboren in Stolberg
- Botho VIII van Stolberg-Wernigerode (1467-1538), de zoon van Hendrik IX, graaf van Stolberg, en Margaretha van Mansfeld
- Thomas Müntzer (1490-1525), protestants theoloog en revolutionair
- Juliana van Stolberg (1506-1580), de moeder van Willem van Oranje

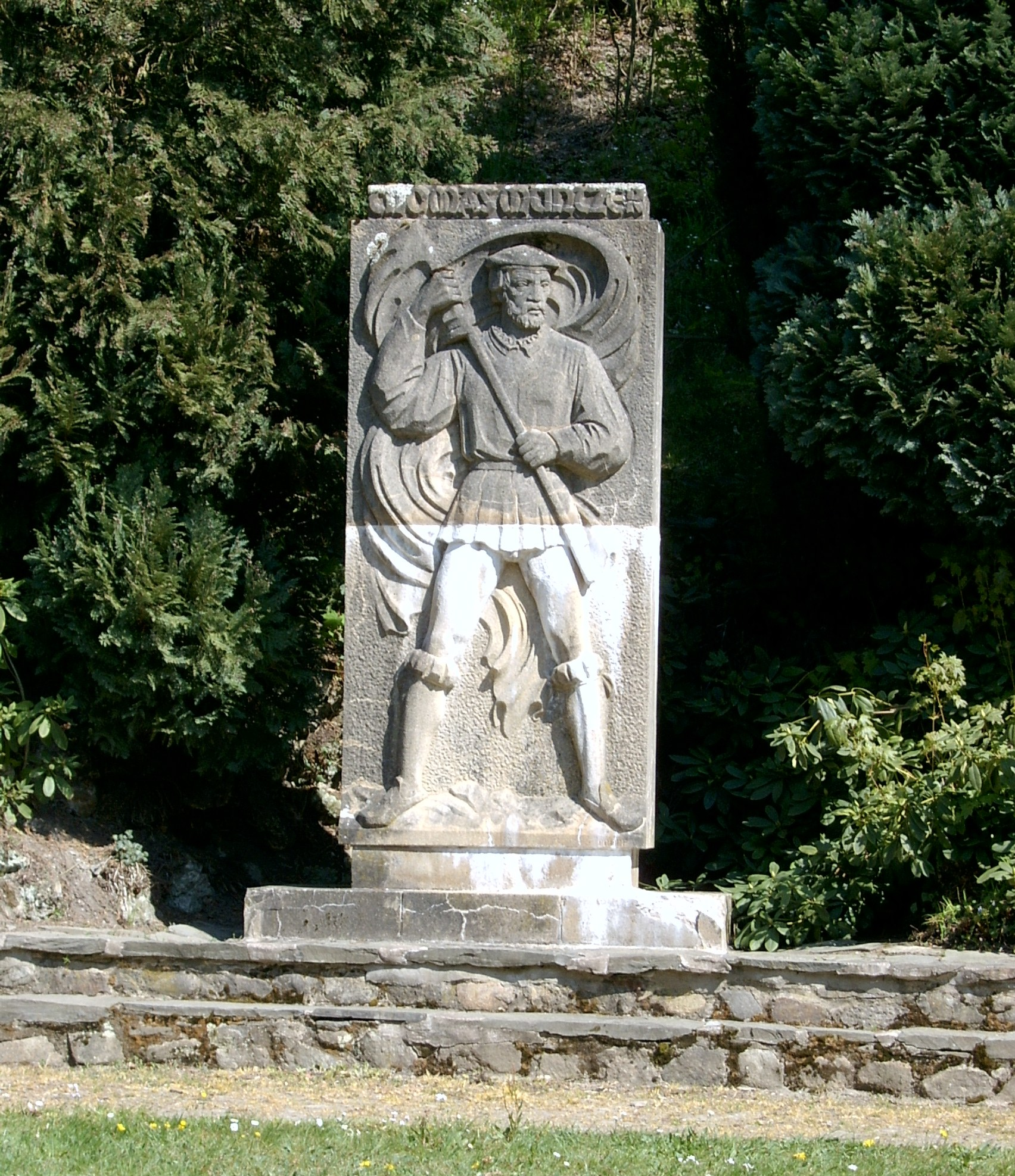
monument Thomas Müntzer
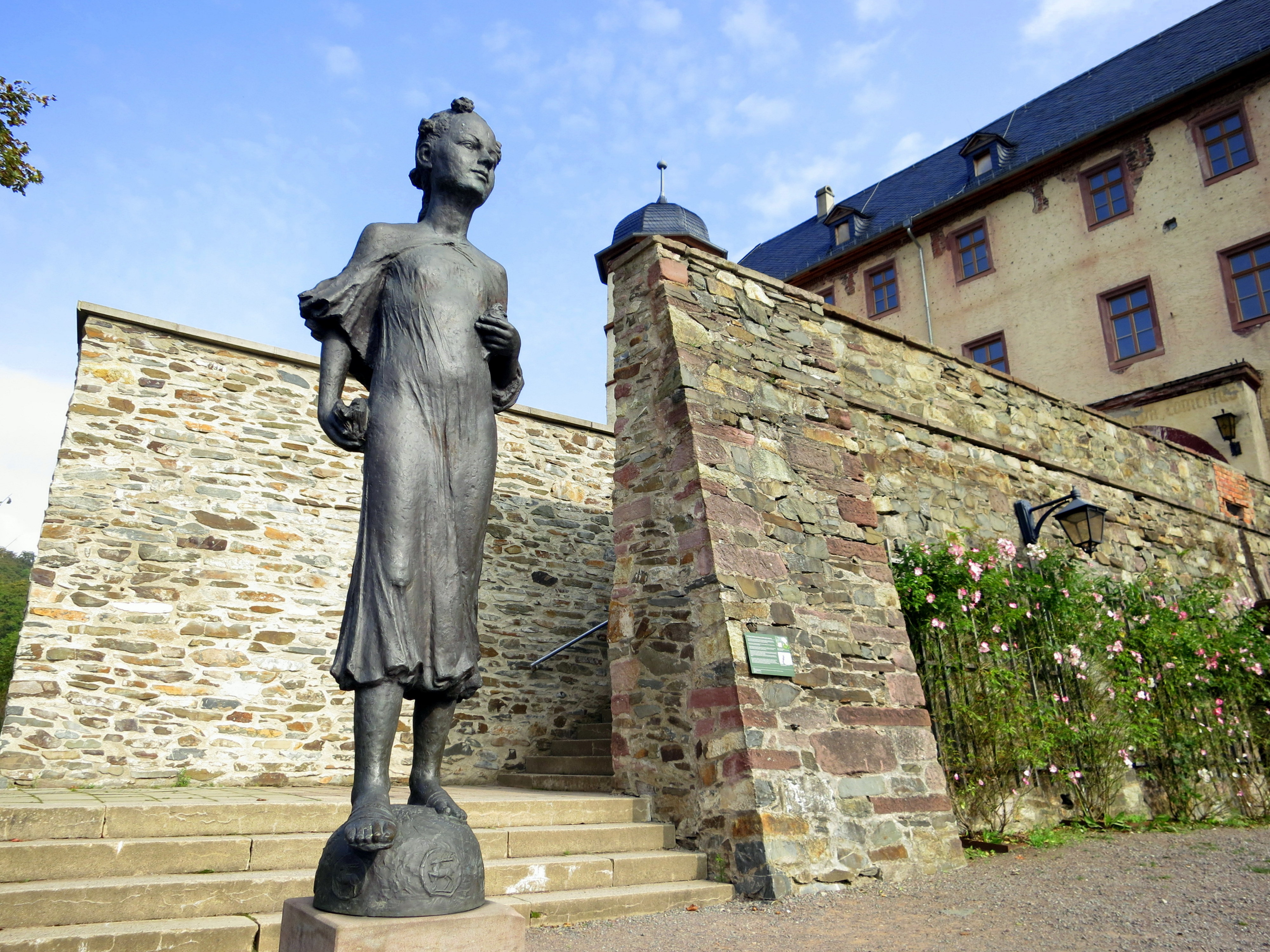
standbeeld Juliana van Stolberg

## Overleden
- Botho VIII van Stolberg-Wernigerode (1467-1538), de zoon van Hendrik IX, graaf van Stolberg, en Margaretha van Mansfeld